# Box-office France 1998
Cet article traite du box-office cinéma de 1998 en France.
Cette année, 442 films sortent sur les écrans, soit une nette augmentation par rapport aux années précédentes. Celle-ci résulte de l'augmentation de la fréquentation observée depuis quelques années et de la demande des premiers multiplexes qui se développent.
170,1 millions d'entrées sont enregistrées en France soit 21 millions de plus qu'en 1997 (+15 %). Ce résultat s'inscrit certes dans une tendance positive enregistrée depuis 1993, mais c'est surtout la conséquence du succès d'un film qui génère une envie de cinéma (la fréquentation baissera en 1999 pour retrouver le niveau naturel de sa tendance haussière à moyen terme).
L'année est en effet marquée par un évènement historique : le 7 janvier, Titanic de James Cameron déferle sur le territoire français. Le film bat tous les records de fréquentation, franchissant la barre des 20 millions d'entrées. Le phénomène est le même partout. Le succès est d'autant plus grand que la durée de 3 heures ne permet que trois séances par jour et que le film n'est pas porté par un casting de stars. Pourtant, Leonardo DiCaprio et Kate Winslet entrent dans la légende. Le film réalise 5 semaines à plus de 1,5 million de spectateurs et 4 autres au-delà du million. La deuxième et la troisième semaine sont meilleures que la première alors qu'il n'y a pas de vacances scolaires.
Le 23 mars, Titanic remporte onze Oscars et égale, à l'époque, l'unique précédent record détenu jusqu'alors par Ben-Hur en 1960. Cameron paraphrase son héros en recevant son Oscar du meilleur réalisateur : « Je suis le roi du monde ! » (traduction libre de (en) I'm the king of the world).
La France a aussi son champion avec Le Dîner de cons qui impose une nouvelle fois Francis Veber comme le maître de la comédie française. Il bat avec ce film son record personnel qui datait de 1981 avec La Chèvre.
La vie est belle, Grand Prix au Festival de Cannes, est l'autre événement de l'année. Même si ce film pose la question de savoir si on peut rire de tout, il aura du succès dans de nombreux pays, notamment aux États-Unis.
Le 30 septembre, Il faut sauver le soldat Ryan de Steven Spielberg plonge le spectateur au cœur des combats et rend hommage aux soldats. Le succès est au rendez-vous.
En novembre, le film d'animation Mulan est acclamé par les spectateurs avec plus de 5 millions de spectateurs au rendez-vous. À noter, la belle performance d'Anastasia avec presque 3 millions d'entrées alors que le film avait été un échec aux États-Unis et de Le Prince d'Égypte qui a frôlé les 4 millions d'entrées.
Le succès pourtant très élevé de la suite des Visiteurs, Les Couloirs du temps : Les Visiteurs 2, passe presque inaperçu alors qu'il a créé l'évènement sur le moment. Le premier film de la série des Taxi a eu un impact supérieur car il y a eu un mouvement d'adhésion, notamment dans le sud de la France qui en a fait un triomphe au-delà des espérances de son producteur (Luc Besson avait sorti le film sur une combinaison prudente de 315 salles).

## Les films à plus d'un million d'entrées
| Rang | Titre                                         | Pays | Réalisateur                                  | Entrées    |
| ---- | --------------------------------------------- | ---- | -------------------------------------------- | ---------- |
| 1.   | Titanic                                       |      | James Cameron                                | 20 634 793 |
| 2.   | Le Dîner de cons                              |      | Francis Veber                                | 9 247 001  |
| 3.   | Les Couloirs du temps : Les Visiteurs 2       |      | Jean-Marie Poiré                             | 8 043 129  |
| 4.   | Taxi                                          |      | Gérard Pirès                                 | 6 522 121  |
| 5.   | Mulan                                         |      | Barry Cook / Tony Bancroft                   | 5 793 697  |
| 6.   | Armageddon                                    |      | Michael Bay                                  | 4 618 327  |
| 7.   | La vie est belle                              |      | Roberto Benigni                              | 4 367 065  |
| 8.   | Il faut sauver le soldat Ryan                 |      | Steven Spielberg                             | 4 143 325  |
| 9.   | Le Prince d'Égypte                            |      | Brenda Chapman / Simon Wells / Steve Hickner | 3 941 989  |
| 10.  | Mary à tout prix                              |      | Peter Farrelly / Bobby Farrelly              | 3 561 680  |
| 11.  | Le Masque de Zorro                            |      | Martin Campbell                              | 3 429 178  |
| 12.  | L'Arme fatale 4                               |      | Richard Donner                               | 3 303 483  |
| 13.  | L'Homme qui murmurait à l'oreille des chevaux |      | Robert Redford                               | 2 997 201  |
| 14.  | Godzilla                                      |      | Roland Emmerich                              | 2 917 195  |
| 15.  | Anastasia                                     |      | Don Bluth / Gary Goldman                     | 2 782 019  |
| 16.  | L'Homme au masque de fer                      |      | Randall Wallace                              | 2 291 139  |
| 17.  | Scream 2                                      |      | Wes Craven                                   | 2 153 587  |
| 18.  | The X Files, le film                          |      | Rob S. Bowman                                | 1 774 253  |
| 19.  | The Truman Show                               |      | Peter Weir                                   | 1 641 062  |
| 20.  | Kirikou et la Sorcière                        |      | Michel Ocelot                                | 1 566 701  |
| 21.  | FourmiZ                                       |      | Eric Darnell / Tim Johnson                   | 1 529 819  |
| 22.  | La Vie rêvée des anges                        |      | Érick Zonca                                  | 1 456 456  |
| 23.  | Jackie Brown                                  |      | Quentin Tarantino                            | 1 335 402  |
| 24.  | Chapeau melon et bottes de cuir               |      | Jeremiah S. Chechik                          | 1 333 112  |
| 25.  | L'Associé du diable                           |      | Taylor Hackford                              | 1 304 042  |
| 26.  | Harry dans tous ses états                     |      | Woody Allen                                  | 1 285 535  |
| 27.  | 6 jours, 7 nuits                              |      | Ivan Reitman                                 | 1 275 096  |
| 28.  | Souviens-toi... l'été dernier                 |      | Jim Gillespie                                | 1 274 890  |
| 29.  | Sexcrimes                                     |      | John McNaughton                              | 1 261 408  |
| 30.  | Docteur Dolittle                              |      | Betty Thomas                                 | 1 242 555  |
| 31.  | Pour le pire et pour le meilleur              |      | James L. Brooks                              | 1 241 196  |
| 32.  | Flubber                                       |      | Les Mayfield                                 | 1 222 584  |
| 33.  | In and Out                                    |      | Frank Oz                                     | 1 221 231  |
| 34.  | Deep Impact                                   |      | Mimi Leder                                   | 1 181 456  |
| 35.  | Le Chacal                                     |      | Michael Caton-Jones                          | 1 148 915  |
| 36.  | Snake Eyes                                    |      | Brian De Palma                               | 1 094 735  |
| 37.  | 1 chance sur 2                                |      | Patrice Leconte                              | 1 056 810  |
| 38.  | Will Hunting                                  |      | Gus Van Sant                                 | 1 050 224  |
| 39.  | La Cité des anges                             |      | Brad Silberling                              | 1 021 296  |

Par pays d'origine des films (Pays producteur principal)
- États-Unis : 31 films
- France : 6 films
- Allemagne : 1 film
- Italie : 1 film
- Total : 39 films

## Box-office par semaine
| #  | Semaine                           | Film no 1                                     | Pays              | Entrées           |
| -- | --------------------------------- | --------------------------------------------- | ----------------- | ----------------- |
| 1  | 7 janvier au 13 janvier 1998      | Titanic                                       |                   | 1 743 419 entrées |
| 2  | 14 janvier au 20 janvier 1998     | Titanic                                       | 1 929 161 entrées |                   |
| 3  | 21 janvier au 27 janvier 1998     | Titanic                                       | 1 778 237 entrées |                   |
| 4  | 28 janvier au 3 février 1998      | Titanic                                       | 1 584 119 entrées |                   |
| 5  | 4 février au 10 février 1998      | Titanic                                       | 1 576 131 entrées |                   |
| 6  | 11 février au 17 février 1998     | Les Couloirs du temps : Les Visiteurs 2       |                   | 2 655 916 entrées |
| 7  | 18 février au 24 février 1998     | Les Couloirs du temps : Les Visiteurs 2       | 2 100 221 entrées |                   |
| 8  | 25 février au 3 mars 1998         | Titanic                                       |                   | 1 443 997 entrées |
| 9  | 4 mars au 10 mars 1998            | Titanic                                       | 1 211 664 entrées |                   |
| 10 | 11 mars au 17 mars 1998           | Titanic                                       | 921 850 entrées   |                   |
| 11 | 18 mars au 24 mars 1998           | Titanic                                       | 882 525 entrées   |                   |
| 12 | 25 mars au 31 mars 1998           | Titanic                                       | 732 098 entrées   |                   |
| 13 | 1er avril au 7 avril 1998         | Titanic                                       | 662 316 entrées   |                   |
| 14 | 8 avril au 14 avril 1998          | Titanic                                       | 844 667 entrées   |                   |
| 15 | 15 avril au 21 avril 1998         | Le Dîner de cons                              |                   | 1 157 996 entrées |
| 16 | 22 avril au 28 avril 1998         | Le Dîner de cons                              | 1 016 590 entrées |                   |
| 17 | 29 avril au 5 mai 1998            | Le Dîner de cons                              | 1 096 117 entrées |                   |
| 18 | 6 mai au 12 mai 1998              | Le Dîner de cons                              | 630 753 entrées   |                   |
| 19 | 13 mai au 19 mai 1998             | Le Dîner de cons                              | 351 944 entrées   |                   |
| 20 | 20 mai au 26 mai 1998             | Le Dîner de cons                              | 481 761 entrées   |                   |
| 21 | 27 mai au 2 juin 1998             | Le Dîner de cons                              | 507 918 entrées   |                   |
| 22 | 3 juin au 9 juin 1998             | Le Dîner de cons                              | 308 034 entrées   |                   |
| 23 | 10 juin au 16 juin 1998           | Le Dîner de cons                              | 321 114 entrées   |                   |
| 24 | 17 juin au 23 juin 1998           | Le Dîner de cons                              | 184 732 entrées   |                   |
| 25 | 24 juin au 30 juin 1998           | Sexcrimes                                     |                   | 553 295 entrées   |
| 26 | 1er juillet au 7 juillet 1998     | Sexcrimes                                     | 212 353 entrées   |                   |
| 27 | 8 juillet au 14 juillet 1998      | Scream 2                                      | 803 391 entrées   |                   |
| 28 | 15 juillet au 21 juillet 1998     | Scream 2                                      | 470 368 entrées   |                   |
| 29 | 22 juillet au 28 juillet 1998     | L'Arme fatale 4                               | 1 080 890 entrées |                   |
| 30 | 29 juillet au 4 août 1998         | L'Arme fatale 4                               | 785 028 entrées   |                   |
| 31 | 5 août au 11 août 1998            | Armageddon                                    | 1 217 814 entrées |                   |
| 32 | 12 août au 18 août 1998           | Armageddon                                    | 844 093 entrées   |                   |
| 33 | 19 août au 25 août 1998           | Chapeau melon et bottes de cuir               | 771 939 entrées   |                   |
| 34 | 26 août au 1er septembre 1998     | Armageddon                                    | 554 836 entrées   |                   |
| 35 | 2 septembre au 8 septembre 1998   | L'Homme qui murmurait à l'oreille des chevaux | 511 833 entrées   |                   |
| 36 | 9 septembre au 15 septembre 1998  | L'Homme qui murmurait à l'oreille des chevaux | 495 764 entrées   |                   |
| 37 | 16 septembre au 22 septembre 1998 | Godzilla                                      |                   | 1 127 486 entrées |
| 38 | 23 septembre au 29 septembre 1998 | Godzilla                                      | 736 175 entrées   |                   |
| 39 | 30 septembre au 6 octobre 1998    | Il faut sauver le soldat Ryan                 |                   | 1 057 672 entrées |
| 40 | 7 octobre au 13 octobre 1998      | Il faut sauver le soldat Ryan                 | 824 263 entrées   |                   |
| 41 | 14 octobre au 20 octobre 1998     | Le Masque de Zorro                            |                   | 844 801 entrées   |
| 42 | 21 octobre au 27 octobre 1998     | The X Files, le film                          |                   | 873 491 entrées   |
| 43 | 28 octobre au 3 novembre 1998     | Le Masque de Zorro                            |                   | 750 334 entrées   |
| 44 | 4 novembre au 10 novembre 1998    | La vie est belle                              |                   | 488 701 entrées   |
| 45 | 11 novembre au 17 novembre 1998   | Mary à tout prix                              |                   | 573 347 entrées   |
| 46 | 18 novembre au 24 novembre 1998   | Mary à tout prix                              | 397 148 entrées   |                   |
| 47 | 25 novembre au 1er décembre 1998  | Mulan                                         | 863 262 entrées   |                   |
| 48 | 2 décembre au 8 décembre 1998     | Mulan                                         | 741 889 entrées   |                   |
| 49 | 9 décembre au 15 décembre 1998    | Mulan                                         | 696 978 entrées   |                   |
| 50 | 16 décembre au 22 décembre 1998   | Mulan                                         | 1 007 577 entrées |                   |
| 51 | 23 décembre au 29 décembre 1998   | Mulan                                         | 1 079 050 entrées |                   |
| 52 | 30 décembre au 5 janvier 1999     | Le Prince d'Égypte                            | 674 231 entrées   |                   |